# José Alvalade
José Alfredo Holtreman Roquette, mais conhecido por José Alvalade (Cascais, Cascais, 10 de Outubro de 1885 – Campo Grande, Lisboa, 19 de Outubro de 1918), foi o fundador e primeiro sócio do Sporting Clube de Portugal no início do século XX, juntamente com os irmãos Francisco Stromp e António Stromp, Henrique de Almeida Leite Júnior e os irmãos Eduardo Colares Gavazzo e Francisco Colares Gavazzo.
Em sua homenagem, O Sporting Clube de Portugal deu o seu nome ao seu Estádio.

## Biografia
Nasceu aristocrata, na vila de Cascais, e foi batizado em Salvaterra de Magos. O seu parente mais proeminente foi o seu avô materno Alfredo Augusto das Neves Holtreman, 1.º Visconde de Alvalade. Eram seus pais o proprietário e lavrador António Ferreira Roquette, natural da freguesia e concelho de Salvaterra de Magos, sobrinho paterno do 1.º Barão de Salvaterra de Magos, e a sua mulher Josefina Libânia Garin Holtreman, natural de Lisboa (freguesia de São Sebastião da Pedreira), que faleceu quando José era ainda criança. O pai, quando José tinha apenas 8 anos, casou no estado de viúvo com a sua futura madrasta, Rita da Torre do Vale Queriol.
Interessado no desporto desde jovem, José fazia parte de uma associação desportiva conhecida como Campo Grande Futebol Club. Apesar do nome, esta associação era particularmente activa na organização de festas e bailes.
Estudou Medicina na Harvard Medical School da Universidade Harvard durante três anos, acabando por abdicar de profissão porque, segundo ele, era demasiado sensível para lidar com sangue e morte.

## Sporting Clube de Portugal
Em abril de 1906, José Alvalade manifestou a intenção de fundar um novo clube, com o apoio de vários sócios do Campo Grande Futebol Clube e com a ajuda financeira do seu avô, o Visconde de Alvalade, que orientou a criação do novo clube e disponibilizou os terrenos para a construção do estádio na sua Quinta das Mouras, que abrangia as actuais áreas do Lumiar, Campo Grande e Alvalade, em Lisboa.
Com o apoio financeiro e logístico do 1.º Visconde de Alvalade, que foi o 1.º Presidente e, mais tarde, Presidente-Honorário, foi, assim, fundado a um Domingo, 1 de Julho de 1906, o Sporting Clube de Portugal. José Alvalade, Fundador do clube, foi o Sócio N.º 1, sendo também o Vice-Presidente e Gerente de Desportos. Também foi jogador de futebol e, em equipas ocasionais, de críquete e de ténis. A 29 de Junho de 1910 foi nomeado Presidente, o 3.º Presidente do clube até então, cargo que exerceu até 1 de novembro de 1912. Dois anos depois, deixou a instituição por causa de desentendimentos com membros da diretoria directiva.
Queremos que o Sporting seja um grande Clube, tão grande quanto os maiores da Europa  − José Alvalade, Terça-Feira, 8 de Maio de 1906 

## Morte
José Alvalade morreu com apenas 33 anos, solteiro e sem geração legítima, a 19 de outubro de 1918, no Hospital do Rego (atualmente designado Hospital Curry Cabral), então pertencente à freguesia do Campo Grande, provavelmente vítima de febre tifóide (a causa do óbito surge com um ponto de interrogação no registo de óbito) e não da epidemia de pneumónica, como comumente se afirma. Foi sepultado em jazigo de família, no Cemitério dos Prazeres, em Lisboa. Teve dois filhos naturais de Deolinda Amélia Baptista Pinheiro: José Alvalade Holtreman Roquette e Alfredo Alvalade Holtreman Roquette, pais respectivamente do empresário José Alfredo Parreira Holtreman Roquette e do médico José Manuel Malheiro Holtreman Roquette, seus netos.